# La Salle à manger au Cannet
La Salle à manger au Cannet – ou La Table – est un tableau réalisé par le peintre français Pierre Bonnard en 1932. Cette huile sur toile d'un format presque carré représente l'intérieur de la salle à manger de la Villa Le Bosquet, une résidence que l'artiste a acquise en 1926 au Cannet, dans les Alpes-Maritimes. Centrée sur une chaise vide au bout d'une table où sont posés différents objets, notamment une bouteille, un verre et un coffret, la composition comprend un profil de femme surgissant du bord gauche de l'image devant un autre siège, d'où un chat blanc à peine esquissé nous regarde. Entrée en 2009 dans les collections du musée d'Orsay, à Paris, l'œuvre se trouve depuis 2011 en dépôt au musée Bonnard.

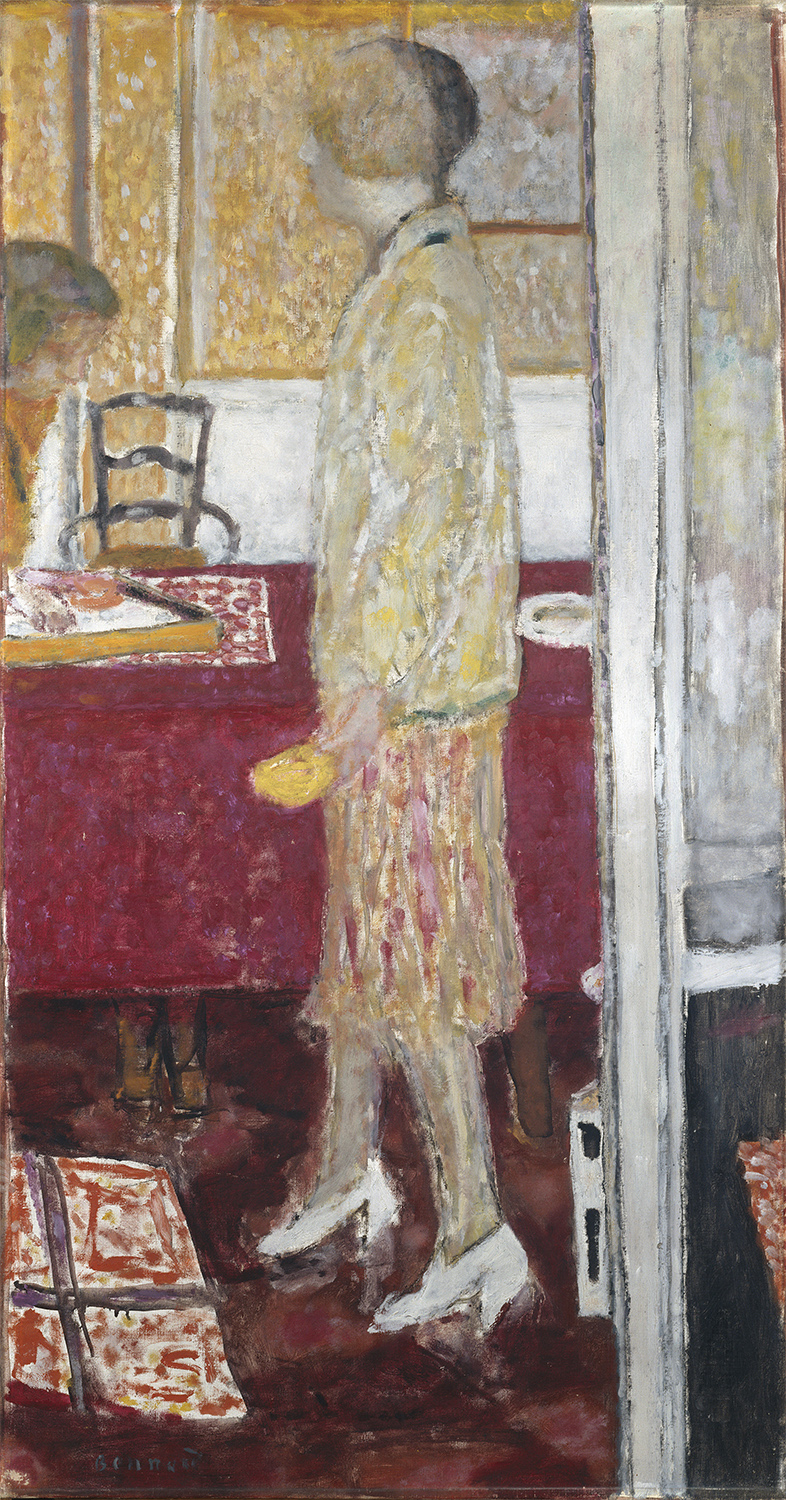
Marthe dans la salle à manger au Cannet, 1933 – Musée des Beaux-Arts de Lyon, Lyon.